# Аглютинація (мовознавство)
Аглютинація (лат. agglutinatio — склеювання) — у мовознавстві — творення в мовах граматичних форм і похідних слів приєднанням до кореня або основи слова афіксів, що мають одне граматичне значення. Наприклад, в узбецькій мові множина іменників, займенників і дієслів завжди позначається афіксом «лар»/ «lar»(урток/urtok—«товариш», уртоклар/urtoklar— «товариші»; у йозади/u yozadi—«він напише», улар йозадилар/ular yozadilar —«вони напишуть»).
У слов'янських мовах аглютинація — дуже рідкісне явище, на противагу якій поширена фузія. Аглютинація властива тюркським, фінно-угорським та ін. мовам.

## Застосування в літературі
У літературі цей процес стосується утворення нових семантичних сполук, асоційованих із способом формування похідних слів і граматичних форм за допомогою приєднання до кореня афіксів із певним значенням.